# Diou (Indre)
Diou é uma comuna francesa na região administrativa do Centro, no departamento de Indre. Estende-se por uma área de 16,39 km². Em 2010 a comuna tinha 266 habitantes (densidade: 16,2 hab./km²).